# アロイス2世
アロイス2世（Alois II.、1796年5月26日 - 1858年11月12日）は、リヒテンシュタイン侯（在位：1836年 - 1858年）。
ヨーハン1世とその妻のフュルステンベルク＝ヴァイトラ伯爵夫人ヨーゼファの間の長男。1831年にフランツィスカ・キンスキー伯爵夫人と結婚し、間に11人の子女をもうけた。

## 子女
- マリー・フランツィスカ・デ・パウラ・テレジア・ヨーゼファ（1834年 - 1909年） - 1860年、トラウトマンスドルフ＝ヴァインスベルク伯爵フェルディナントと結婚
- カロリーナ・マリア・ヨーゼファ・ヴァルプルギス・ネストーリア（1836年 - 1885年） - 1855年、シェーンブルク＝ハルテンシュタイン侯アレクサンダーと結婚
- ゾフィー・マリー・ガブリエーレ・ピア（1837年 - 1899年） - 1863年、レーヴェンシュタイン＝ヴェルトハイム＝ローゼンベルク侯カール・ハインリヒと結婚
- アロイジア・マリア・ガブリエーラ・ヒッポリタ（1838年 - 1920年） - 1864年、フュンフキルヒェン伯爵ハインリヒと結婚
- イーダ・マリア・ランベルタ・テレジア・フランツィスカ・デ・パウラ（1839年 - 1921年） - 1857年、シュヴァルツェンベルク侯アドルフ・ヨーゼフと結婚
- ヨハンネス・マリア・フランツ・プラキドゥス（1840年 - 1929年） - リヒテンシュタイン侯
- フランツィスカ・クサヴェリア・マリア・ダーフィダ（1841年 - 1858年）
- ヘンリエッテ・マリア・ノルベルタ（1843年 - 1931年） - 1865年、リヒテンシュタイン侯子アルフレートと結婚
- アンナ・マリア・フランツィスカ・デ・パウラ・レアンドラ（1846年 - 1924年） - 1864年、ロプコヴィッツ侯ゲオルク・クリスティアンと結婚
- テレーゼ・マリア・ヨーゼファ・マルタ（1850年 - 1938年） - 1882年、バイエルン王子アルヌルフと結婚
- フランツ・デ・パウラ・マリア・カール・アウグスト（1853年 - 1938年） - リヒテンシュタイン侯

| スタブアイコン | サブスタブ | この項目は、まだ閲覧者の調べものの参照としては役立たない、人物に関連した書きかけの項目です。この項目を加筆・訂正などしてくださる協力者を求めています（P:人物伝/PJ:人物伝）。 |